# Rosario Peyrou
Rosario Peyrou (Montevideo, 16 de junio de 1948) es una escritora, profesora y periodista uruguaya.
Especializada en artes y humanidades, ha escrito investigaciones biográficas sobre varias personalidades y fue parte del equipo que hizo la investigación y guion del documental Idea, basado en la vida de Idea Vilariño.
Escribió además numerosos artículos en revistas especializadas analizando las obras de varios poetas como el urugayo Washington Benavides. Estudió literatura y crítica literaria en el Instituto de Profesores Artigas.